# Melkinthorpe
Melkinthorpe – przysiółek w Anglii, w hrabstwie Kumbria, w dystrykcie (unitary authority) Westmorland and Furness, w civil parish Lowther. W latach 1870–1872 osada liczyła 99 mieszkańców. W Melkinthorpe znajduje się sześć zabytkowych budynków: Brownhow, Clematis Cottage and Sycamore Cottage, Fossils, Larch Cottage with Barn and Stable Adjoining, Rose Cottage and Stable Adjoining oraz Wood House. Leży około 6 km na południowy wschód od Penrith.